# Elettromigrazione
L'elettromigrazione è un particolare trasporto di materia, rappresentato dal moto graduale di ioni all'interno di un conduttore a causa del trasferimento di quantità di moto tra elettroni di conduzione e atomi di metallo diffusi. Questo effetto è importante nelle applicazioni in cui vengono impiegate elevate densità di corrente, come ad esempio in microelettronica. L'effetto dell'elettromigrazione aumenta al diminuire delle dimensioni dei circuiti integrati e di altri componenti elettronici.

## Storia
Il fenomeno dell'elettromigrazione è noto da più di 50 anni, essendo stato scoperto dallo scienziato francese Gerardin. Nel 1966, quando i primi circuiti integrati divennero disponibili in commercio, il problema dell'elettromigrazione divenne di interesse pratico. La ricerca in questo campo venne sviluppata da un gran numero di scienziati della nascente industria dei semiconduttori. Uno dei più importanti studi ingegneristici fu compiuto da Jim Black della Motorola, da cui il nome dell'equazione di Black. All'epoca, le interconnessioni metalliche nei circuiti integrati erano larghe all'incirca 10 micrometri. Attualmente esse hanno una larghezza che va da qualche centinaio a qualche decina di nanometri, il che rende la ricerca sull'elettromigrazione sempre più importante.

## Implicazioni pratiche dell'elettromigrazione

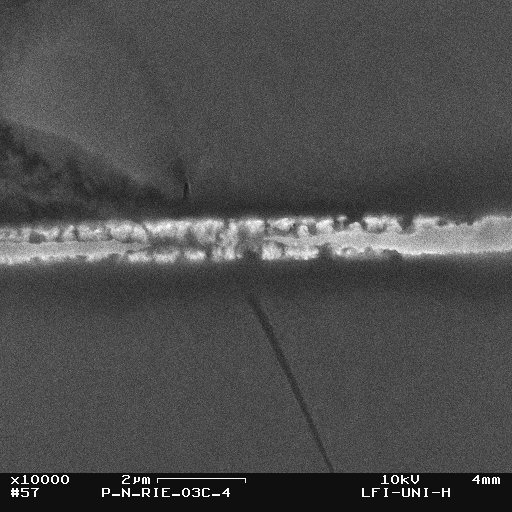
Immagine SEM di un guasto causato da elettromigrazione in una interconnessione di rame.

L'elettromigrazione diminuisce l'affidabilità dei circuiti integrati. Nel peggiore dei casi, essa porta alla perdita di una o più connessioni e a guasti intermittenti dell'intero circuito.
A causa della vita relativamente lunga delle interconnessioni e del breve ciclo di vita della maggior parte dei circuiti integrati di tipo consumer, non è pratico caratterizzare l'elettromigrazione in un prodotto nelle reali condizioni operative. Per predire la durata della vita delle interconnessioni nei circuiti integrati sotto stress, quali riscaldamento esterno o aumento della densità di corrente, è tipicamente usata un'equazione matematica, l'equazione di Black, dai cui risultati è possibile estrapolare il valore atteso della durata della vita di un dispositivo operante in normali condizioni operative. Questo tipo di test è noto come HTOL (High Temperature Operating Life).
Sebbene il risultato finale dell'elettromigrazione nei circuiti integrati consista nel loro guasto, i primi sintomi sono glitch intermittenti difficilmente diagnosticabili. Poiché alcune interconnessioni si guastano prima di altre, il circuito mostra apparentemente errori casuali, che possono essere indistinguibili da altri meccanismi di guasto (come il danno per scarica elettrostatica). In laboratorio, il guasto per elettromigrazione può essere visualizzato con un microscopio elettronico, in quanto l'erosione dell'interconnessione lascia dei segni visibili sui metal layer del circuito integrato.
Con l'aumento della miniaturizzazione, nei circuiti VLSI e ULSI aumenta la probabilità di guasti dovuti all'elettromigrazione in quanto aumentano la densità di potenza e la densità di corrente. Nei processi tecnologici avanzati, il rame ha sostituito l'alluminio come materiale per la realizzazione delle interconnessioni. Malgrado la sua elevata fragilità, il rame è preferibile grazie alla sua maggiore conducibilità. Inoltre è intrinsecamente meno suscettibile all'elettromigrazione, la quale resta comunque una sfida sempre presente nella fabbricazione dei dispositivi integrati, pertanto la ricerca sulle interconnessioni di rame in merito all'elettromigrazione è ancora in corso.
Uno scaling tecnologico di un fattore k aumenta la densità di potenza di un fattore k e la densità di corrente di un fattore k2, pertanto il fenomeno dell'elettromigrazione è chiaramente rafforzato.
Nei moderni dispositivi elettronici di livello consumer, raramente i circuiti integrati si guastano per elettromigrazione. Questo perché le attuali tecniche di progettazione tengono presenti gli effetti dell'elettromigrazione nel layout dei dispositivi. Quasi tutte le aziende di progettazione di circuiti integrati usano tool di progettazione automatica per controllare e correggere i problemi di elettromigrazione a livello di layout dei transistor. Un dispositivo integrato correttamente progettato e operante entro le condizioni operative specificate dal costruttore in termini di tensioni e temperatura, è soggetto a guasti prevalentemente dovuti ad altre cause (ambientali), come ad esempio danni cumulativi provocati dal bombardamento con raggi gamma.
Nonostante ciò, sono stati documentati casi di prodotti guastatisi a causa dell'elettromigrazione. Verso la fine degli anni 80, una linea di drive per desktop della Western Digital presentava tempi di guasto previsti di 12-18 mesi dopo l'uso sul campo. Analizzando le unità rese, gli ingegneri identificarono delle regole di design errate in un controller integrato di un fornitore. Sostituendo il componente con uno di un diverso fornitore, Western Digital fu in grado di correggere il difetto, ma senza evitare un danno significativo alla reputazione dell'azienda.
L'elettromigrazione può essere la causa del degrado in alcuni dispositivi a semiconduttore di potenza come MOSFET di potenza a bassa tensione dove il flusso di corrente laterale attraverso la metallizzazione di source (spesso in alluminio) può raggiungere la densità di corrente critica durante condizioni di sovraccarico. La degradazione dello strato di alluminio causa in incremento della resistenza del MOSFET in conduzione, e può portare, infine, al guasto del dispositivo.

## Elementi fondamentali
Le proprietà del materiale di una interconnessione metallica hanno una forte influenza sulla durata della stessa. Le caratteristiche più importanti sono la composizione della lega metallica e le dimensioni del conduttore. Influiscono sulla durata delle interconnessioni anche la forma del conduttore, l'orientamento cristallografico dei grani nel metallo, le procedure di deposizione dei layer, i trattamenti termici o l'annealing, le caratteristiche della passivazione e le interfacce con altri materiali. Ci sono inoltre grandi differenze nel caso in cui l'interconnessione sia percorsa da corrente continua o da corrente alternata, le quali producono diversi tipi di effetti.

### Forze sugli ioni in un campo elettrico
Due forze agiscono su un atomo ionizzato in un conduttore: 
- la forza elettrostatica diretta Fe, che è il risultato del campo elettrico e che quindi ha la stessa direzione.
- la forza relativa allo scambio del momento con altri portatori di carica Fp, che mostra il flusso dei portatori.

In un conduttore metallico, Fp è determinata da un cosiddetto "vento elettronico" o "vento ionico".
La forza risultante Fres su uno ione attivo nel campo elettrico vale
dove Z* è la valenza efficace degli ioni del metallo, E è il campo elettrico che può essere riscritto attraverso la legge di Ohm, con ρ resistività del metallo e j densità di corrente.
L'elettromigrazione avviene quando una parte del momento di un elettrone in movimento viene trasferita ad uno ione attivo vicino. Questo causa lo spostamento dello ione dalla sua posizione originale. Col passare del tempo, questa forza sposta un significativo numero di atomi lontano dalle rispettive posizioni iniziali. In tal modo, in un materiale conduttore si può formare una interruzioni o una fessura, che si oppone al passaggio di corrente. In interconnessioni strette, come ad esempio transistor di collegamento o altri componenti di un circuito integrato, si parla di vuoto (circuito aperto). L'elettromigrazione può anche causare un accumulo di atomi, e il materiale può avvicinarsi ad altri conduttori vicini, creando una connessione elettrica indesiderata detta hillock o wisker (cortocircuito). Entrambe queste situazioni possono portare al malfunzionamento del circuito.

## Elettromigrazione in un chip
Un overclock aumenta la frequenza di funzionamento del componente interessato aumentandone proporzionalmente la resistenza: per ovviare al fenomeno che ne conseguirebbe (tensioni di soglia troppo basse per attivare ad esempio i passaggi di stato dei transistor utilizzati nel chip), si usa aumentare la tensione di alimentazione del componente con un procedimento denominato Overvolt.
Inevitabilmente la potenza globale utilizzata dal componente si innalza con conseguente innalzamento dell'energia termica generata e quindi della temperatura: ed è proprio l'innalzarsi della temperatura il fattore scatenante di un'elettromigrazione. Di solito il fenomeno si manifesta in modo repentino ed il risultato è un chip non più funzionante né tanto meno recuperabile.